# 渕東駅
渕東駅（えんどうえき）は、長野県松本市波田にある、アルピコ交通上高地線の駅である。駅番号はAK-13。
上高地線のイメージキャラクター「渕東なぎさ」の名前は、この駅と渚駅から採られている。

## 歴史
- 1924年（大正13年）2月20日[2]：筑摩鉄道の駅として波多駅（現在の波田駅） - 島々駅（1985年（昭和60年）廃止）間に開業[3]。
- 1932年（昭和7年）12月2日：松本電気鉄道に社名変更。
- 2011年（平成23年）4月1日：アルピコ交通に社名変更。
- 2014年（平成26年）3月20日：駅名標を渕東なぎさの立ち絵が入ったものに変更。
- 2021年（令和3年）3月30日：アルピコ交通創立100＋1周年を記念して駅名標を渕東なぎさが星空をバックにしたデザインに変更。

## 駅構造
単式ホーム1面1線を有する地上駅。吹き曝しな待合所のみで駅舎がない無人駅である。駐輪場があり桜の樹が生えている。駅名板が渕東なぎさの立ち絵デザインになっている。

## 利用状況
「松本市統計書」によると、1日平均の乗車人員は以下の通りである。
| 乗車人員推移 | 乗車人員推移 |
| 年度         | 1日平均人数  |
| ------------ | ------------ |
| 2009         | 27           |
| 2010         | 33           |
| 2011         | 33           |
| 2012         | 33           |
| 2013         | 30           |
| 2014         | 25           |
| 2015         | 25           |
| 2016         | 27           |
| 2017         | 30           |

## 駅周辺
- 国道158号
- 波多神社
- 渕東保育園
- 波田循環バス「渕東保育園東」停留所
- かたくり園[1]
- 若沢寺
  - 仁王門 - 毎年4月中旬に開催される仁王尊股潜りで知られている。
  - 田村堂
- りんご畑
- 波田堰

## 当駅でのロケ撮影
- コスモ石油のCM（女の帰省）
- ドラマ『ラブジェネレーション』- 理子（松たか子）が実家から東京に帰るシーン（第9話「別れ」）

## 隣の駅
アルピコ交通
■上高地線
波田駅（AK-12） - 渕東駅（AK-13） - 新島々駅（AK-14）